# Tennessee
Ne doit pas être confondu avec Tennesse.
Pour les articles homonymes, voir Tennessee (homonymie).
Le Tennessee, prononcé en français /te.ne.si/, en anglais /ˌtɛnɪˈsiː/,,  (en cherokee : ᏔᎾᏏ) est un État du Sud des États-Unis. Il est entouré au nord par le Kentucky et la Virginie, à l'est par la Caroline du Nord, au sud par la Géorgie, l'Alabama et le Mississippi et à l'ouest par l'Arkansas et le Missouri. Sa capitale et sa plus grande ville est Nashville.

## Origine du nom
Le nom de l'État du Tennessee provient du nom d'un village autochtone Cherokee appelé Tanasi.

## Histoire
La région qui correspond au Tennessee d'aujourd'hui était peuplée par diverses tribus amérindiennes, notamment les Chicachas, les Creeks et les Cherokees. Le territoire fut exploré au milieu du XVIe siècle par les Espagnols, dont Hernando de Soto en 1540, puis, à la fin du XVIIe siècle, par des Français descendant le Mississippi (Louis Jolliet et Jacques Marquette, en 1673).

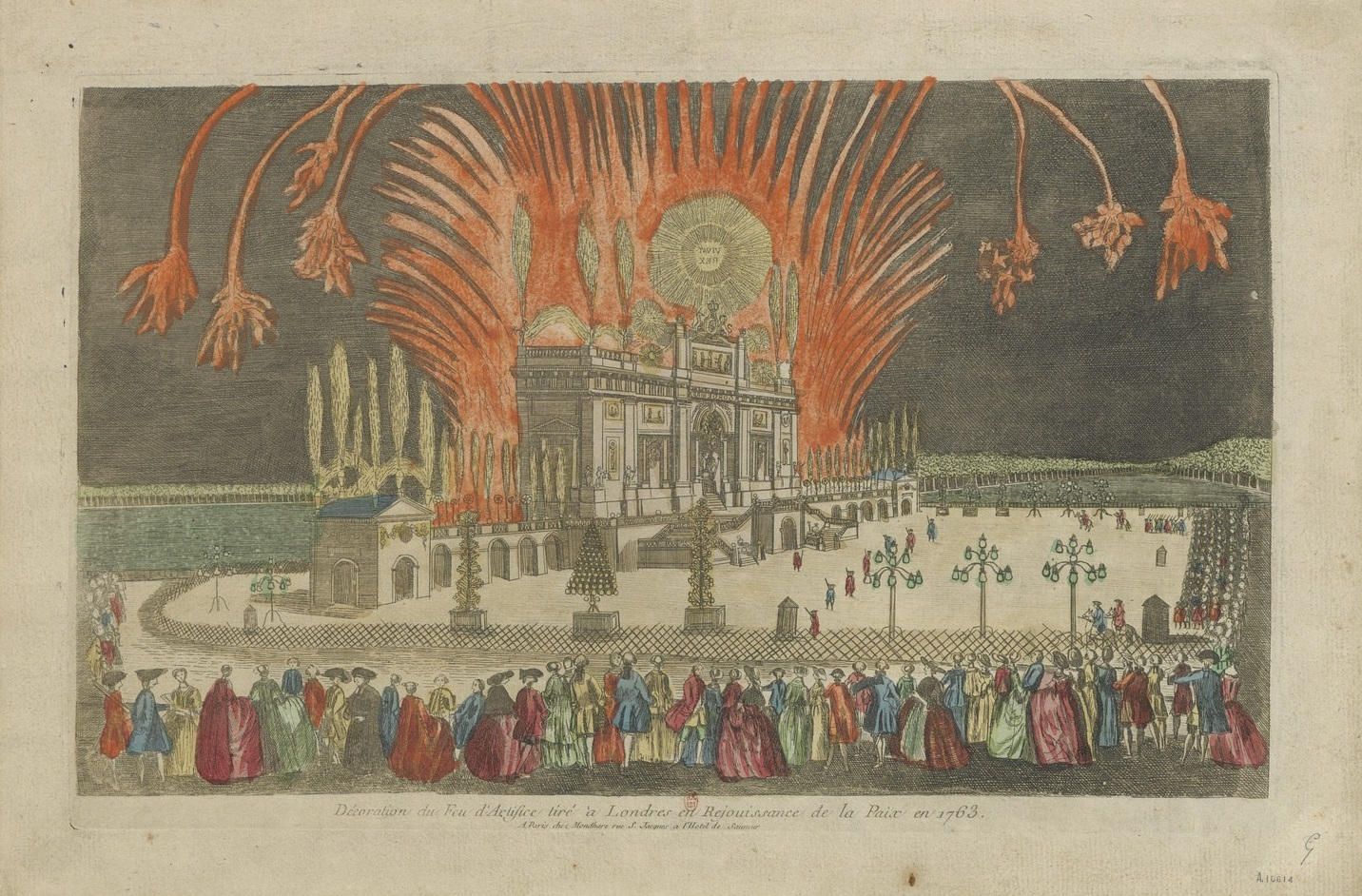
Décoration du feu d'artifice tiré à Londres en réjouissance de la paix en 1763.

À la suite du traité de Paris de 1763, la région passe sous domination de la Grande-Bretagne qui, en conflit avec les Amérindiens, réserve le territoire pour ces derniers avec la Proclamation royale de 1763. Toutefois, vers la fin des années 1760, de nombreux colons anglais en provenance de la Virginie et de la Caroline du Nord traversèrent les montagnes pour s’établir dans les vallées de l’Holston, de la Watauga et de la Nolichucky. Daniel Boone fut l'un des premiers à parcourir la région. 
La première colonie permanente fut créée en 1769 à Watauga, puis en 1772 un district indépendant, la Watauga Association, annexé par la Caroline du Nord en 1776. La première ville de l’État, Jonesboro, fut fondée en 1779 par des Caroliniens du Nord. Après la guerre d'indépendance, la partie occidentale du Tennessee fut cédée par la Caroline du Nord au gouvernement fédéral des États-Unis, tandis que la partie orientale, où se trouvait un gouvernement indépendant, formait en 1784 l’État de Franklin. En 1788, la Caroline du Nord reprit le contrôle de la région et, en 1790, celle-ci fut érigée en « Territoire au sud de la rivière Ohio » (Territory South of the River Ohio) ou territoire du Sud-Ouest. Le Tennessee fut finalement intégré à l’Union le 1er juin 1796, devenant le 16e État américain.
Par une série de traités signés entre 1770 et 1835, l’État annexa progressivement tous les territoires pourtant revendiqués par les Amérindiens, contraints d’aller s’installer plus à l’ouest. Au début du XIXe siècle, les grandes plantations de tabac et de coton se développèrent, particulièrement dans le centre et l’ouest de l’État, dont Nashville devenue la capitale en 1843. Esclavagiste, le Tennessee tenta dans un premier temps d’éviter la sécession et, dirigé par le gouverneur Isham Harris, il fut le dernier État à rejoindre la Confédération sudiste. La région constitua l’un des principaux champs de bataille de la guerre de Sécession ; des combats très importants se déroulèrent à Fort Donelson, Chattanooga, Franklin et Nashville. Premier État sudiste à être réadmis dans l’Union, en mars 1866, il échappa à la difficile période de la « Reconstruction ». Le Ku Klux Klan, société secrète sudiste, naquit dans le Tennessee dès 1865.

## Géographie

### Situation

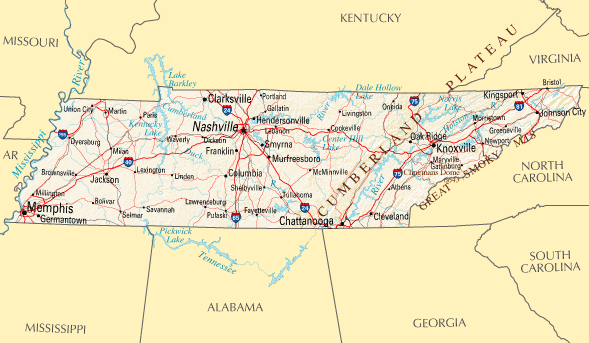
Carte du Tennessee.

La population de l'État lors du recensement décennal de 2010 était de 6 214 888 habitants dont  590 807 pour Nashville, sa capitale et principale ville. Sa population estimée en 2019 est de 6 829 174
L'altitude maximale de l’État est de 2 025 mètres au sommet du dôme Clingmans, qui est situé à l'est dans les monts Great Smoky sur la frontière avec la Caroline du Nord, dans les montagnes Blue Ridge. Son centre géographique est situé à quelques kilomètres à l'est de Murfreesboro et son point le plus bas est situé à 54 mètres d'altitude.
Le Tennessee est géographiquement divisé en trois grandes zones : le Tennessee-Est, le Tennessee-Moyen, et le Tennessee-Ouest. 
Il est parcouru par le Tennessee, un des principaux affluents de l'Ohio. La rivière prend sa source dans l'ouest de l'État et s'écoule vers le sud et après être passée dans l'état de l'Alabama, retraverse du sud au nord celui du Tennessee. Le fleuve Mississippi marque sa frontière occidentale.  
Avec huit États voisins, c'est l'État américain qui compte le plus d'États frontaliers. Il est entouré au nord par le Kentucky et la Virginie, à l'est par la Caroline du Nord, au sud par la Géorgie, l'Alabama et le Mississippi et à l'ouest par l'Arkansas et le Missouri.
Le Tennessee est situé sur deux fuseaux horaires, le fuseau de l'Est (UTC−05:00) et le fuseau horaire central (UTC−06:00) pour la majeure partie de l'État.

### Aires protégées
On dénombre au Tennessee 15 aires protégées gérées par le National Park Service :
- Andrew Johnson National Historic Site
- Sentier des Appalaches
- Big South Fork National River and Recreation Area
- Chickamauga and Chattanooga National Military Park
- Cumberland Gap National Historical Park
- Fort Donelson National Battlefield
- Parc national des Great Smoky Mountains
- Manhattan Project National Historical Park
- Natchez Trace Trail
- Obed Wild and Scenic River
- Overmountain Victory National Historic Trail
- Shiloh National Military Park
- Stones River National Battlefield
- Tennessee Civil War National Heritage Area
- Piste des Larmes

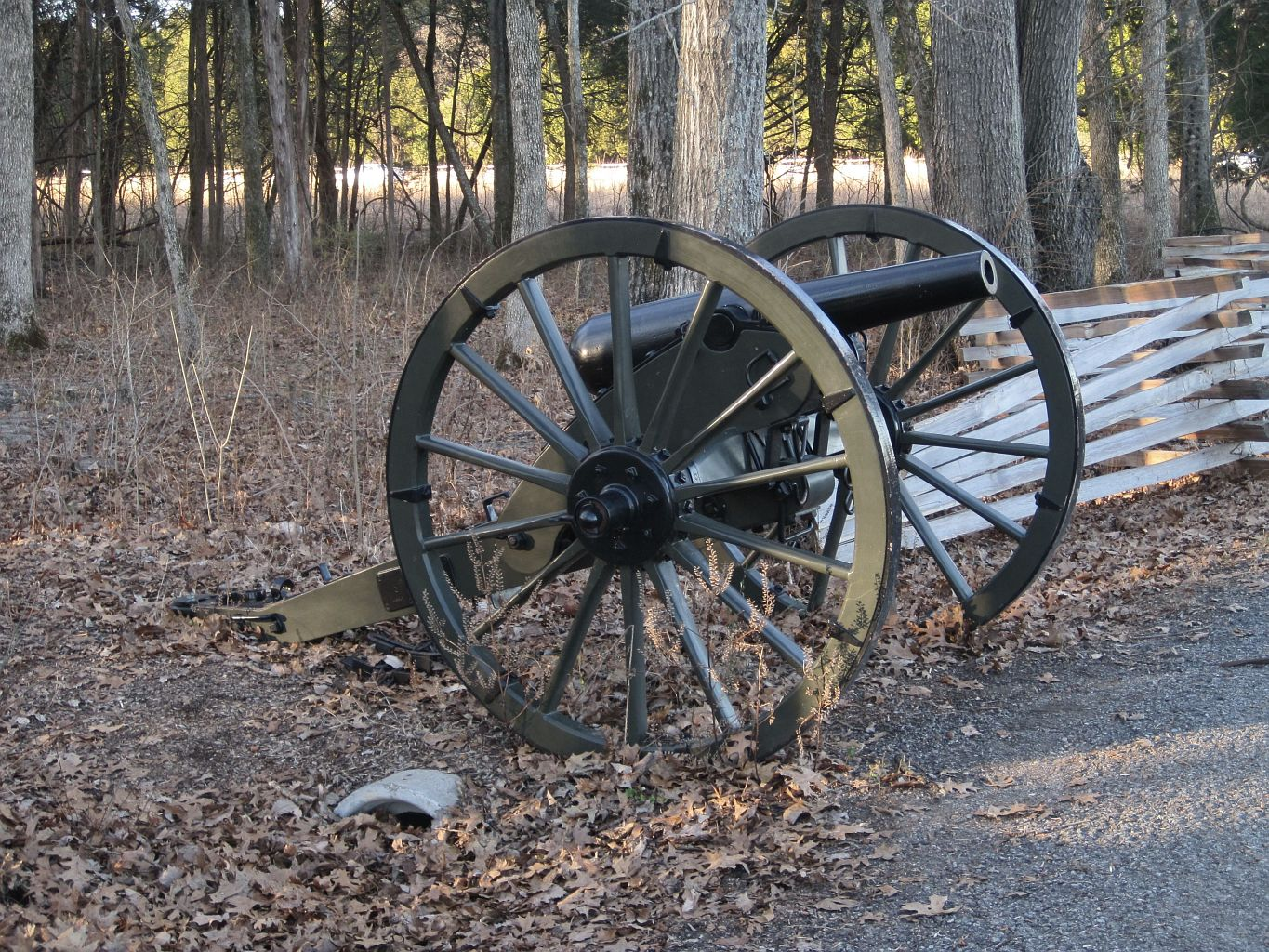
Le champ de bataille de Stone River.
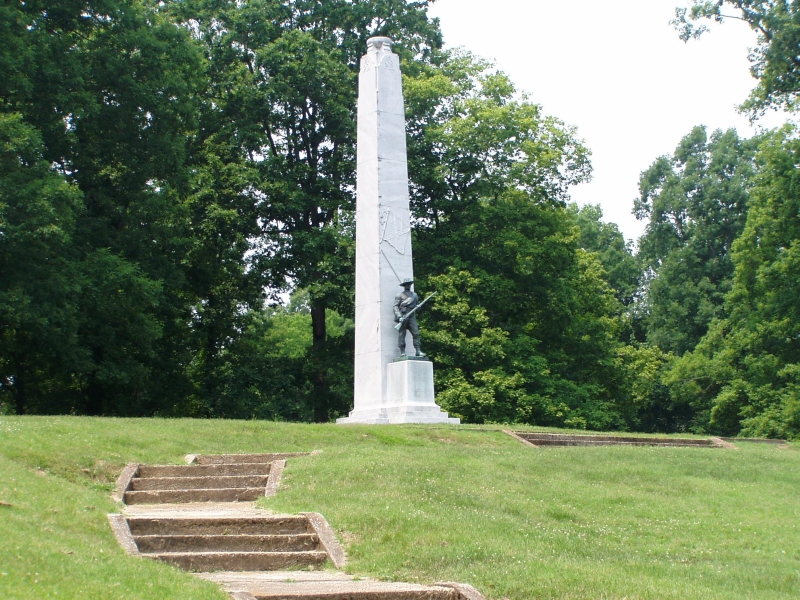
Le champ de la bataille de Fort Donelson.
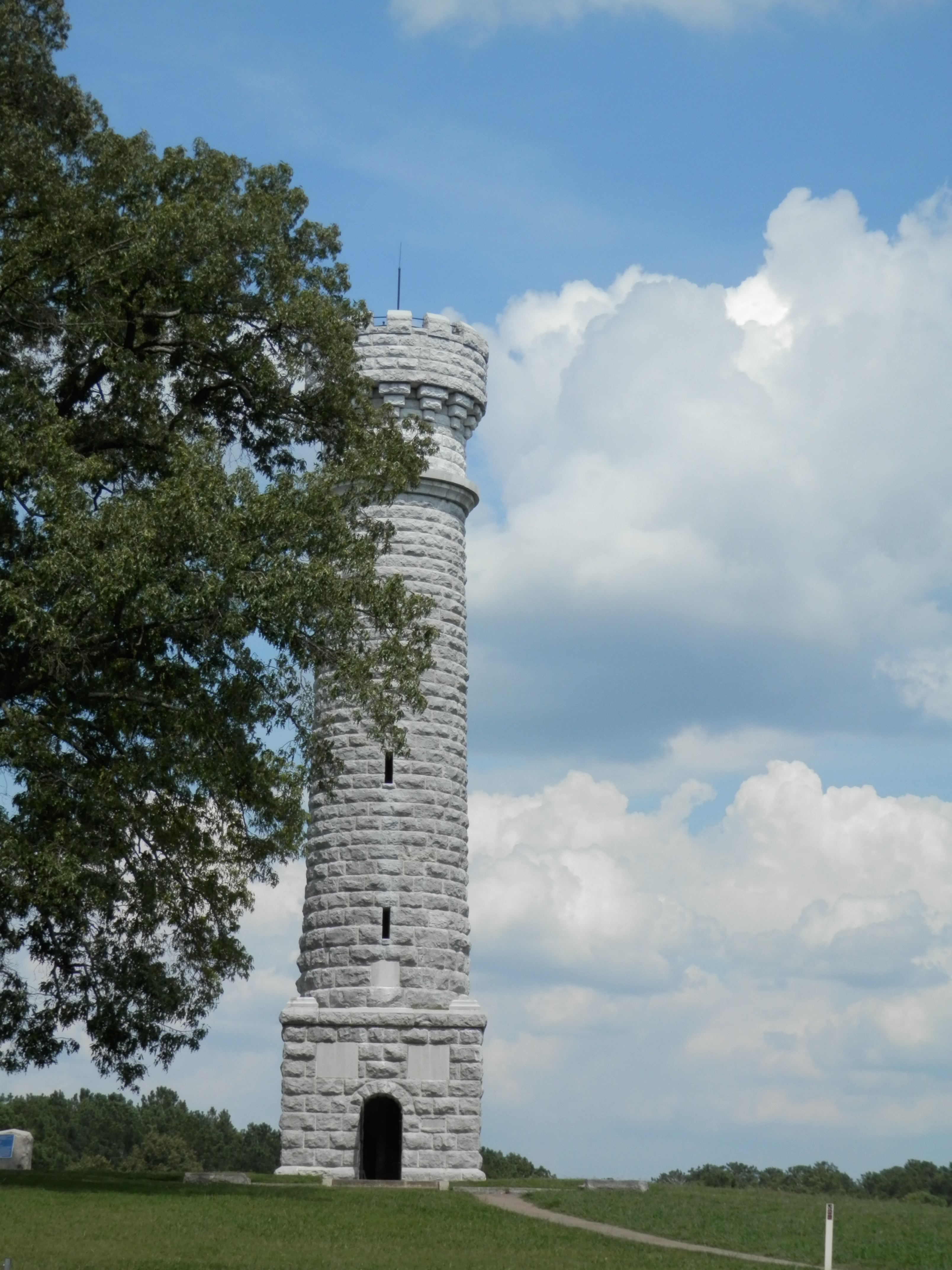
Le parc militaire de Chickamauga & Chattanooga.

## Subdivisions administratives

### Comtés
L'État du Tennessee est divisé en 95 comtés.

### Agglomérations

#### Aires métropolitaines et micropolitaines
Le Bureau de la gestion et du budget a défini dix aires métropolitaines et seize aires micropolitaines dans ou en partie dans l'État du Tennessee.
| Zone urbaine                                 | Population (2010)     | Population (2013)     | Variation (2010-2013) | Rang national (2013) |
| -------------------------------------------- | --------------------- | --------------------- | --------------------- | -------------------- |
| Nashville-Davidson-Murfreesboro-Franklin, TN | 1 670 890             | 1 757 912             | 5,2 %                 | 36                   |
| Memphis, TN-MS-AR                            | 1 027 138 (1 324 829) | 1 039 741 (1 341 746) | 1,2 % (1,3 %)         | (41)                 |
| Knoxville, TN                                | 837 571               | 852 715               | 1,8 %                 | 64                   |
| Chattanooga, TN-GA                           | 378 812 (528 143)     | 391 728 (541 744)     | 3,4 % (2,6 %)         | (99)                 |
| Kingsport-Bristol-Bristol, TN-VA             | 213 656 (309 544)     | 213 395 (309 283)     | -0,1 % (-0,1 %)       | (161)                |
| Johnson City, TN                             | 198 716               | 200 966               | 1,1 %                 | 215                  |
| Clarksville, TN-KY                           | 172 331 (260 625)     | 184 119 (272 579)     | 6,8 % (4,6 %)         | (170)                |
| Jackson, TN                                  | 130 011               | 130 645               | 0,5 %                 | 301                  |
| Cleveland, TN                                | 115 788               | 118 538               | 2,4 %                 | 324                  |
| Morristown, TN                               | 113 951               | 115 197               | 1,1 %                 | 330                  |

| Zone urbaine             | Population (2010) | Population (2013) | Variation (2010-2013) | Rang national (2013) |
| ------------------------ | ----------------- | ----------------- | --------------------- | -------------------- |
| Cookeville, TN           | 106 042           | 107 117           | 1,0 %                 | 19                   |
| Tullahoma-Manchester, TN | 100 210           | 100 787           | 0,6 %                 | 28                   |
| Sevierville, TN          | 89 889            | 93 570            | 4,1 %                 | 40                   |
| Greeneville, TN          | 68 831            | 68 267            | -0,8 %                | 107                  |
| Crossville, TN           | 56 053            | 57 466            | 2,5 %                 | 164                  |
| Athens, TN               | 52 266            | 52 341            | 0,1 %                 | 197                  |
| Shelbyville, TN          | 45 058            | 45 901            | 1,9 %                 | 249                  |
| Lawrenceburg, TN         | 41 869            | 41 990            | 0,3 %                 | 288                  |
| McMinnville, TN          | 39 839            | 39 965            | 0,3 %                 | 311                  |
| Dyersburg, TN            | 38 335            | 38 213            | -0,3 %                | 333                  |
| Newport, TN              | 35 662            | 35 479            | -0,5 %                | 378                  |
| Martin, TN               | 35 021            | 34 450            | -1,6 %                | 386                  |
| Dayton, TN               | 31 809            | 32 513            | 2,2 %                 | 407                  |
| Paris, TN                | 32 330            | 32 210            | -0,4 %                | 415                  |
| Union City, TN-KY        | 31 807 (38 620)   | 31 131 (37 516)   | -2,1 % (-2,9 %)       | (344)                |
| Lewisburg, TN            | 30 617            | 31 130            | 1,7 %                 | 419                  |

En 2010, 89,7 % des Tennesséens résidaient dans une zone à caractère urbain, dont 76,6 % dans une aire métropolitaine et 13,2 % dans une aire micropolitaine.

#### Aires métropolitaines combinées
Le Bureau de la gestion et du budget a également défini six aires métropolitaines combinées dans ou en partie dans l'État du Tennessee.
| Zone urbaine                           | Population (2010)     | Population (2013)     | Variation (2010-2013) | Rang national (2013) |
| -------------------------------------- | --------------------- | --------------------- | --------------------- | -------------------- |
| Nashville-Davidson-Murfreesboro, TN    | 1 788 434             | 1 876 933             | 5,0 %                 | 31                   |
| Knoxville-Morristown-Sevierville, TN   | 1 077 073             | 1 096 961             | 1,9 %                 | 50                   |
| Memphis-Forrest City, TN-MS-AR         | 1 027 138 (1 353 087) | 1 039 741 (1 369 006) | 1,2 % (1,2 %)         | (41)                 |
| Chattanooga-Cleveland-Dalton, TN-GA-AL | 578 675 (923 460)     | 595 120 (940 299)     | 2,8 % (1,8 %)         | (55)                 |
| Johnson City-Kinsport-Bristol, TN-VA   | 412 372 (508 260)     | 414 361 (509 249)     | 0,5 % (0,2 %)         | (88)                 |
| Martin-Union City, TN-KY               | 66 828 (73 641)       | 65 581 (71 966)       | -1,9 % (-2,3 %)       | (164)                |

### Municipalités

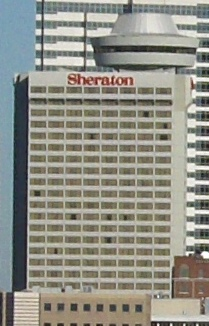
La capitale du Tennessee, Nashville.

L'État du Tennessee compte 345 municipalités, dont 16 de plus de 40 000 habitants.
| Rang | Municipalité   | Type | Comté                         | Population (2010) | Population (2013) | Variation (2010-2013) |
| ---- | -------------- | ---- | ----------------------------- | ----------------- | ----------------- | --------------------- |
| 1    | Memphis        | City | Shelby                        | 646 889           | 653 450           | 1,0 %                 |
| 2    | Nashville      | City | Davidson                      | 601 222           | 634 464           | 5,5 %                 |
| 3    | Knoxville      | City | Knox                          | 178 874           | 183 270           | 2,5 %                 |
| 4    | Chattanooga    | City | Hamilton                      | 167 674           | 173 366           | 3,4 %                 |
| 5    | Clarksville    | City | Montgomery                    | 132 929           | 142 357           | 7,1 %                 |
| 6    | Murfreesboro   | City | Rutherford                    | 108 755           | 117 044           | 7,6 %                 |
| 7    | Franklin       | City | Williamson                    | 62 487            | 68 886            | 10,2 %                |
| 8    | Jackson        | City | Madison                       | 65 211            | 67 685            | 3,8 %                 |
| 9    | Johnson City   | City | Washington, Carter, Sullivan  | 63 152            | 65 123            | 3,1 %                 |
| 10   | Bartlett       | City | Shelby                        | 54 613            | 58 226            | 6,6 %                 |
| 11   | Hendersonville | City | Sumner                        | 51 372            | 54 068            | 5,2 %                 |
| 12   | Kingsport      | City | Hawkins, Sullivan, Washington | 48 205            | 52 962            | 9,9 %                 |
| 13   | Collierville   | Town | Shelby                        | 43 965            | 47 333            | 7,7 %                 |
| 14   | Smyrna         | Town | Rutherford                    | 39 974            | 43 060            | 7,7 %                 |
| 15   | Cleveland      | City | Bradley                       | 41 285            | 42 774            | 3,6 %                 |
| 16   | Brentwood      | City | Williamson                    | 37 060            | 40 021            | 8,0 %                 |

Les municipalités de Memphis et Nashville étaient respectivement les 20e et 25e municipalités les plus peuplées des États-Unis en 2013.

## Démographie

### Population

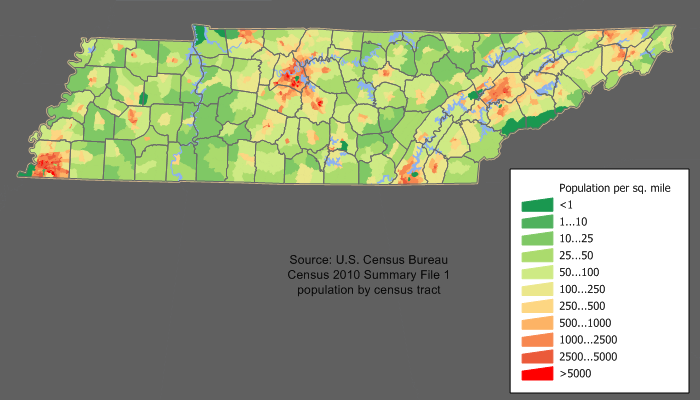
Densités de population en 2010 (en habitants par mille carré).

Le Bureau du recensement des États-Unis établit la population de l'État du Tennessee à 6 910 840 habitants au 1er avril 2020, soit une hausse de 8,9 % depuis le recensement des États-Unis de 2010 qui tablait la population à 6 346 105 habitants. Depuis 2010, l'État connaît la 24e croissance démographique la plus soutenue des États-Unis.
Avec 6 910 840 habitants en 2020, le Tennessee était le 15e État le plus peuplé des États-Unis. Sa population comptait pour 2,06 % de la population du pays. Le centre démographique de l'État était localisé dans le comté de Rutherford dans la ville de Murfreesboro.
Avec 66 hab./km2 en 2020, le Tennessee était le 20e État le plus dense des États-Unis.
Le taux d'urbains était de 66,4 % et celui de ruraux de 33,6 %.
En 2010, le taux de natalité s'élevait à 12,5 ‰ (12,4 ‰ en 2012) et le taux de mortalité à 9,4 ‰ (9,6 ‰ en 2012). L'indice de fécondité était de 1,88 enfant par femme (1,87 en 2012). Le taux de mortalité infantile s'élevait à 7,9 ‰ (7,3 ‰ en 2012). La population était composée de 23,57 % de personnes de moins de 18 ans, 9,55 % de personnes entre 18 et 24 ans, 26,44 % de personnes entre 25 et 44 ans, 26,98 % de personnes entre 45 et 64 ans et 13,45 % de personnes de 65 ans et plus. L'âge médian était de 38 ans.
Entre 2010 et 2013, l'accroissement de la population (+ 149 865) était le résultat d'une part d'un solde naturel positif (+ 63 809) avec un excédent des naissances (258 550) sur les décès (194 741), et d'autre part d'un solde migratoire positif (+ 85 498) avec un excédent des flux migratoires internationaux (+ 26 507) et un excédent des flux migratoires intérieurs (+ 58 991).
Selon des estimations de 2013, 94,5 % des Tennesséens étaient nés dans un État fédéré, dont 61,1 % dans l'État du Tennessee et 33,4 % dans un autre État (17,1 % dans le Sud, 9,4 % dans le Midwest, 3,8 % dans le Nord-Est, 3,0 % dans l'Ouest), 0,8 % étaient nés dans un territoire non incorporé ou à l'étranger avec au moins un parent américain et 4,7 % étaient nés à l'étranger de parents étrangers (46,8 % en Amérique latine, 29,9 % en Asie, 10,7 % en Afrique, 9,6 % en Europe, 2,6 % en Amérique du Nord, 0,4 % en Océanie). Parmi ces derniers, 37,5 % étaient naturalisés américain et 62,5 % étaient étrangers,.
Selon des estimations de 2012 effectuées par le Pew Hispanic Center, l'État comptait 130 000 immigrés illégaux, soit 2,0 % de la population.

### Composition ethno-raciale et origines ancestrales
Selon le recensement des États-Unis de 2010, la population était composée de 77,56 % de Blancs, 16,66 % de Noirs, 1,73 % de Métis, 1,44 % d'Asiatiques, 0,32 % d'Amérindiens, 0,06 % d'Océaniens et 2,24 % de personnes n'entrant dans aucune de ces catégories.
Les Métis se décomposaient entre ceux revendiquant deux races (1,63 %), principalement blanche et noire (0,57 %), et ceux revendiquant trois races ou plus (0,11 %).
Les non-Hispaniques représentaient 95,43 % de la population avec 75,65 % de Blancs, 16,54 % de Noirs, 1,42 % d'Asiatiques, 1,42 % de Métis, 0,26 % d'Amérindiens, 0,04 % d'Océaniens et 0,10 % de personnes n'entrant dans aucune de ces catégories, tandis que les Hispaniques comptaient pour 4,57 % de la population, principalement des personnes originaires du Mexique (2,94 %).
En 2010, le Tennessee avait la 10e plus forte proportion de Noirs des États-Unis. A contrario, l'État avait la 10e plus faible proportion d'Amérindiens des États-Unis.
|                                         | 1940  | 1950  | 1960  | 1970  | 1980  | 1990  | 2000  | 2010  |
| --------------------------------------- | ----- | ----- | ----- | ----- | ----- | ----- | ----- | ----- |
| Blancs                                  | 82,55 | 83,85 | 83,48 | 83,95 | 83,54 | 83,00 | 80,21 | 77,56 |
| ———Non hispaniques                      |       |       |       |       | 83,05 | 82,58 | 79,20 | 75,65 |
| Noirs                                   | 17,45 | 16,12 | 16,45 | 15,83 | 15,81 | 15,95 | 16,40 | 16,66 |
| ———Non hispaniques                      |       |       |       |       |       |       | 16,31 | 16,54 |
| Asiatiques (et Océaniens jusqu'en 1990) | 0,00  | 0,01  | 0,03  | 0,11  | 0,30  | 0,65  | 1,00  | 1,44  |
| ———Non hispaniques                      |       |       |       |       |       |       | 0,99  | 1,42  |
| Autres                                  | 0,00  | 0,01  | 0,03  | 0,11  | 0,35  | 0,40  | 2,39  | 4,34  |
| ———Non hispaniques                      |       |       |       |       |       |       | 1,32  | 1,82  |
| Hispaniques (toutes races confondues)   |       |       |       |       | 0,74  | 0,67  | 2,18  | 4,57  |

En 2013, le Bureau du recensement des États-Unis estime la part des non hispaniques à 95,2 %, dont 74,8 % de Blancs, 16,9 % de Noirs, 1,7 % de Métis et 1,5 % d'Asiatiques, et celle des Hispaniques à 4,8 %.
En 2000, les Tennesséens s'identifiaient principalement comme étant d'origine américaine (17,6 %), irlandaise (9,3 %), anglaise (9,1 %) et allemande (8,3 %).
En 2000, l'État avait les 3e plus fortes proportions de personnes d'origine américaine et scot d'Ulster (2,7 %).
L'État abrite la 24e communauté juive des États-Unis. Selon le North American Jewish Data Bank, l'État comptait 19 575 Juifs en 2013 (17 415 en 1971), soit 0,3 % de la population. Ils se concentraient principalement dans les agglomérations de Memphis (8 000), Nashville-Davidson-Murfreesboro-Franklin (7 800), Knoxville (2 200) et Chattanooga (1 500).
Les Amérindiens s'identifiaient principalement comme étant Cherokees (26,6 %), Amérindiens du Mexique (5,3 %) et Chactas (3,7 %).
Les Hispaniques étaient principalement originaires du Mexique (64,3 %), de Porto Rico (7,3 %), du Guatemala (4,9 %), du Honduras (3,3 %) et du Salvador (3,0 %). Composée à 41,8 % de Blancs, 6,9 % de Métis, 2,7 % de Noirs, 1,3 % d'Amérindiens, 0,3 % d'Asiatiques, 0,3 % d'Océaniens et 46,7 % de personnes n'entrant dans aucune de ces catégories, la population hispanique représentait 24,0 % des Océaniens, 18,5 % des Amérindiens, 18,1 % des Métis, 2,5 % des Blancs, 1,0 % des Asiatiques, 0,7 % des Noirs et 95,5 % des personnes n'entrant dans aucune de ces catégories.
Les Asiatiques s'identifiaient principalement comme étant Indiens (26,2 %), Chinois (16,9 %), Viêts (11,0 %), Coréens (10,8 %), Philippins (10,1 %), Laotiens (6,9 %) et Japonais (4,3 %).
L'État comptait le 5e plus grand nombre de Laotiens (6 336).
Les Métis se décomposaient entre ceux revendiquant deux races (93,8 %), principalement blanche et noire (33,1 %), blanche et amérindienne (23,3 %), blanche et asiatique (13,8 %), blanche et autre (11,5 %) et noire et amérindienne (3,2 %), et ceux revendiquant trois races ou plus (6,2 %).

### Religions
| Religion                    | Tennessee | États-Unis |
| --------------------------- | --------- | ---------- |
| Protestantisme évangélique  | 52        | 25,4       |
| Protestantisme traditionnel | 13        | 14,7       |
| Non affiliés                | 11        | 15,8       |
| Églises noires              | 8         | 6,5        |
| Catholicisme                | 6         | 20,8       |
| Agnosticisme                | 3         | 4,0        |
| Mormons                     | 1         | 1,6        |
| Athéisme                    | 1         | 3,1        |
| Judaïsme                    | 1         | 1,9        |
| Bouddhisme                  | 1         | 0,7        |
| Islam                       | 1         | 0,9        |
| Témoins de Jéhovah          | 1         | 0,8        |
| Autres                      | 1         | 3,8        |

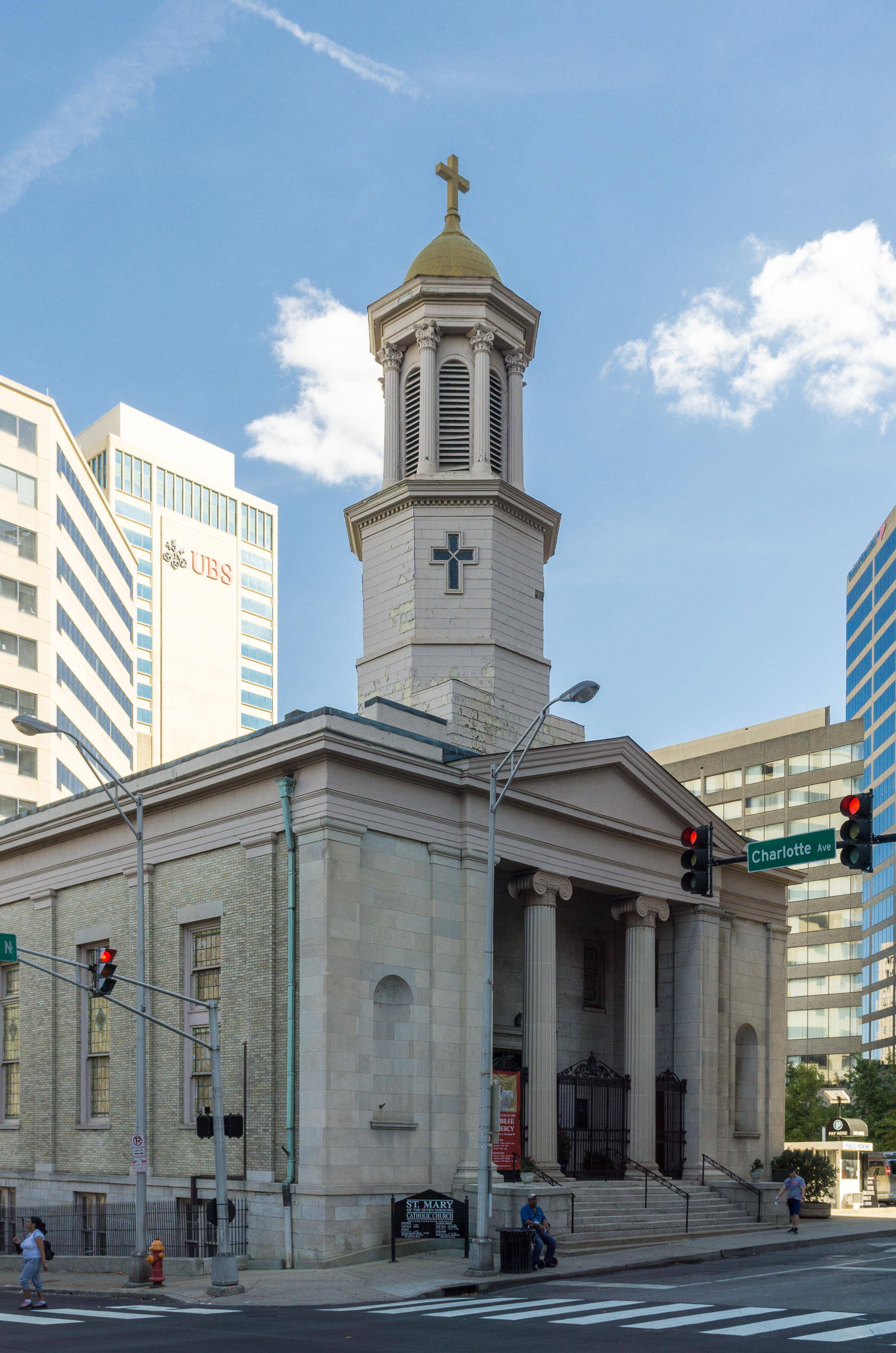
Située à Nashville, l'église catholique St. Mary's Catholic Church.

Selon l'institut de sondage The Gallup Organization, en 2015, 53 % des habitants du Tennessee se considèrent comme « très religieux » (40 % au niveau national), 30 % comme « modérément religieux » (29 % au niveau national) et 18 % comme « non religieux » (31 % au niveau national).
Le Tennessee est un État de la « Bible Belt » où les baptistes sont dominants, notamment la très conservatrice Convention baptiste du Sud.

### Langues
| Langue            | 1980    | 1990    | 2000    | 2010    |
| ----------------- | ------- | ------- | ------- | ------- |
| Anglais           | 98,07 % | 97,11 % | 95,20 % | 93,78 % |
| Espagnol          | 0,62 %  | 1,09 %  | 2,14 %  | 3,66 %  |
| Français          | 0,28 %  | 0,44 %  | 0,33 %  | 0,22 %  |
| Allemand          | 0,28 %  | 0,39 %  | 0,38 %  | 0,24 %  |
| Arabe             | 0,03 %  | 0,06 %  | 0,12 %  | 0,21 %  |
| Langues chinoises | 0,06 %  | 0,10 %  | 0,12 %  | 0,18 %  |
| Autres            | 0,65 %  | 0,80 %  | 1,71 %  | 1,71 %  |

## Politique
Le Tennessee est un État conservateur et populaire qui a longtemps été un bastion démocrate avant de basculer progressivement du côté républicain.

### Élections présidentielles
| Année | Républicain         | Démocrate           |
| ----- | ------------------- | ------------------- |
| 1952  | 49,99 % (446 147)   | 49,71 % (443 710)   |
| 1956  | 49,21 % (462 288)   | 48,60 % (456 507)   |
| 1960  | 52,92 % (556 577)   | 45,77 % (481 453)   |
| 1964  | 44,49 % (508 965)   | 55,50 % (634 947)   |
| 1968  | 37,85 % (472 592)   | 28,13 % (351 233)   |
| 1972  | 67,70 % (813 147)   | 29,75 % (357 293)   |
| 1976  | 42,94 % (633 969)   | 55,94 % (825 879)   |
| 1980  | 48,70 % (787 761)   | 48,41 % (783 051)   |
| 1984  | 57,84 % (990 212)   | 41,57 % (711 714)   |
| 1988  | 57,89 % (947 233)   | 41,55 % (679 794)   |
| 1992  | 42,43 % (841 300)   | 47,08 % (933 521)   |
| 1996  | 45,59 % (863 530)   | 48,00 % (909 146)   |
| 2000  | 51,15 % (1 061 949) | 47,28 % (981 720)   |
| 2004  | 56,80 % (1 384 375) | 42,53 % (1 036 477) |
| 2008  | 56,85 % (1 479 178) | 41,79 % (1 087 437) |
| 2012  | 59,42 % (1 462 330) | 39,04 % (960 709)   |
| 2016  | 61,07 % (1 517 402) | 34,90 % (867 110)   |
| 2020  | 60,66 % (1 852 475) | 37,45 % (1 143 711) |

Depuis les années 1950, le Tennessee est un État très partagé entre républicains et démocrates, optant souvent avec des marges réduites pour l'un ou l'autre candidat.
À l'origine, le Tennessee est un État entièrement acquis aux démocrates depuis la guerre de Sécession, quelle que soit l'origine géographique de ses candidats.
Après avoir été un bastion d'Andrew Jackson (résident du Tennessee) aux élections de 1824, 1828 et 1832, le Tennessee était devenu une terre d'élection pour les candidats du Parti whig (de 1836 à 1852).
En 1860, John Bell, candidat de l'union constitutionnelle (47,72 %) s'imposa face au démocrate sudiste John Breckinridge (44,55 %) et face au démocrate du nord Stephen A. Douglas (7,72 %) tandis qu'Abraham Lincoln, candidat du tout jeune Parti républicain, élu sur le plan national, n'avait pu avoir sa candidature validée dans le Tennessee. 
État sécessionniste et pro-esclavagiste, le Tennessee fait partie des vaincus à la fin de la guerre de Sécession. Il est aussi le seul État du Sud dont le sénateur, Andrew Johnson, un démocrate unioniste opposé à la sécession, ait continué à siéger au congrès des États-Unis durant la guerre. En 1864, Lincoln le prend d'ailleurs comme vice-président ce qui lui permet, après l'assassinat de celui-ci en 1865, d'exercer la fonction de président des États-Unis de 1865 à 1869. 

Lors de l'élection présidentielle de 1868, en pleine période de Reconstruction, alors qu'une grande partie des anciens soldats sudistes et des habitants sont privés de leurs droits civiques, le républicain Ulysses S. Grant remporte le Tennessee (68,43 %), principalement avec les voix des troupes yankees, des esclaves libérés, des carpetbaggers et des scalawags. Aucun républicain ne remportera ensuite le Tennessee pendant 62 ans.
Le premier candidat républicain élu dans le Tennessee depuis la reconstruction ayant suivi la guerre civile est Warren G. Harding (51,29 %) en 1920. Herbert Hoover réédite le même exploit en 1928 (53,76 %).
Après l'écrasante domination de Franklin Delano Roosevelt dans le Tennessee durant quatre campagnes électorales suivi de la victoire de Harry S. Truman en 1948, le candidat républicain Dwight D. Eisenhower s'impose en 1952 (49,99 %). Depuis cette date, les seuls candidats démocrates à avoir remporté le Tennessee sont des sudistes (Lyndon B. Johnson en 1964, Jimmy Carter en 1976 et Bill Clinton en 1992 et 1996).
Le démocrate Al Gore, enfant du pays, vice-président en titre et ancien sénateur du Tennessee, ne remporte pas l'État en 2000, distancé de 80 000 voix par George W. Bush. S'il avait gagné le Tennessee, il aurait eu le nombre de grands électeurs nécessaire pour devenir président, sans dépendre du long contentieux de Floride. Antérieurement, Gore était réélu avec des marges confortables au Congrès et le Tennessee lui reste fidèle durant la présidence Clinton. Gore n'a quasiment pas fait campagne dans l'État en le croyant acquis. Ce revirement politique est commun dans la région des Appalaches, incluant la Virginie-Occidentale.
Ainsi, depuis 2004, le Tennessee est considéré comme un État rouge sûr, accordant systématiquement son vote aux républicains avec un écart minimum de dix points,.

### Administration locale

#### Gouverneur

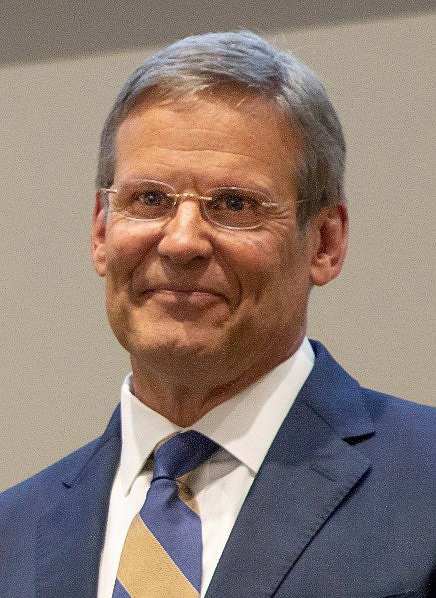
Bill Lee, gouverneur du Tennessee depuis 2019.

Depuis 2025, le gouverneur de l'État est le républicain Bill Lee. Il est le seul membre de l'exécutif à être élu.

#### Législature
Le pouvoir législatif est détenu par l'Assemblée générale du Tennessee, composée de la Chambre des représentants avec 99 membres et du Sénat avec 33 élus. La législature est entièrement dominée, pour la première fois de son histoire, par les républicains depuis les élections de 2008.

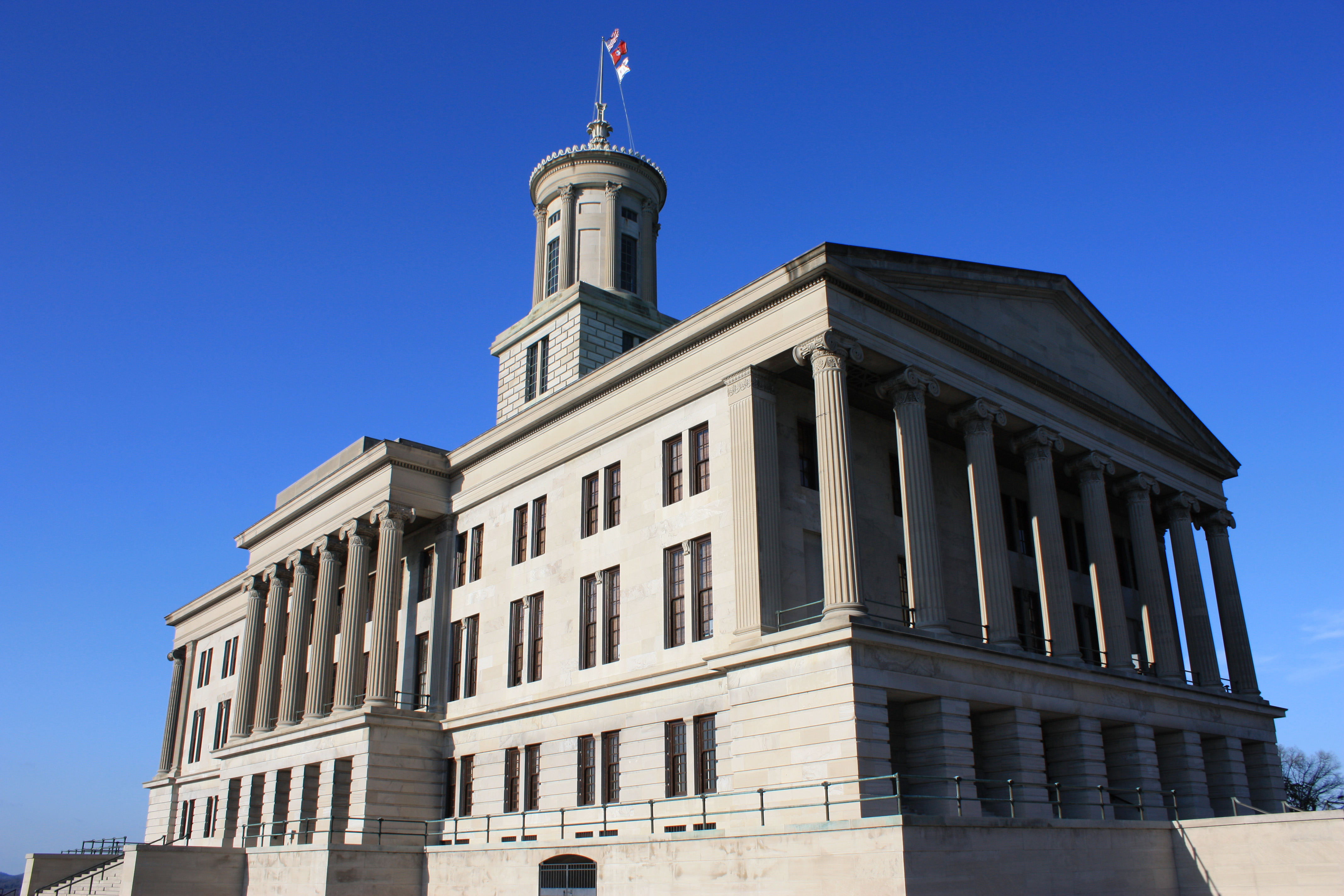
Le capitole du Tennessee.

Si les républicains dominent maintenant la majorité du Tennessee, les démocrates gardent encore un soutien modéré dans le centre rural et le nord-ouest de l'État ainsi que quelques places fortes comme les villes de Nashville et Memphis à la population nettement plus afro-américaine. Historiquement, les républicains ont leurs places fortes dans l'est du Tennessee mais ce n'est qu'à partir des années 1970 que le Parti républicain local parvient à avoir des élus au niveau de l'exécutif de l'État et des élus au Sénat des États-Unis.
En novembre 2006, les électeurs approuvèrent à 80 % des voix un amendement constitutionnel interdisant implicitement le mariage entre personnes de même sexe ou toute union civile accordant à des personnes de même sexe des droits équivalents à ceux du mariage. Cette disposition est rendue inopérante avec la légalisation de cette forme de mariage dans l'ensemble des États-Unis en 2015.
L’homosexualité est toujours en 2023 un sujet sensible dans le Tennessee. Des lois bannissent des bibliothèques des livres parlant d’homosexualité. Un système de cartes de bibliothèque empêche les mineurs d’emprunter certains livres. La ville de Murfreesboro, 160 000 habitants, a même interdit l'homosexualité pendant quelques mois avant de devoir faire machine arrière face aux critiques. Plus largement dans le Tennessee, l’organisation Human Rights Campaign a recensé 19 lois anti-LGBT mises en place depuis 2015.

### Représentation fédérale
Au niveau fédéral, lors du 115e congrès (2017-2019), la délégation du Tennessee au Congrès des États-Unis est composée de deux sénateurs républicains, Bob Corker et Lamar Alexander, de sept représentants républicains et de deux représentants démocrates.
L'ancien vice-président Al Gore et son père furent tous deux sénateurs du Tennessee.

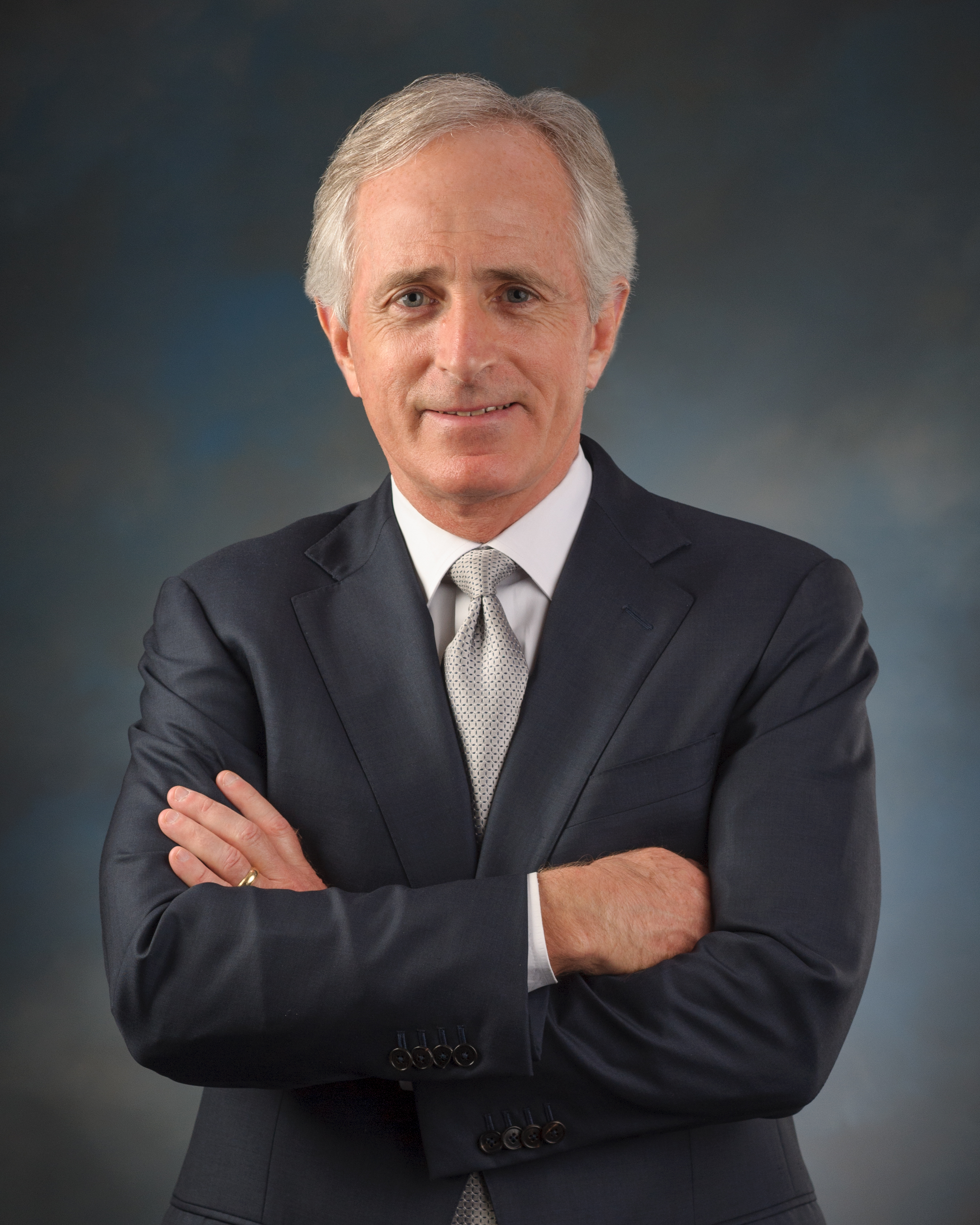
Bob Corker, sénateur depuis 2007.
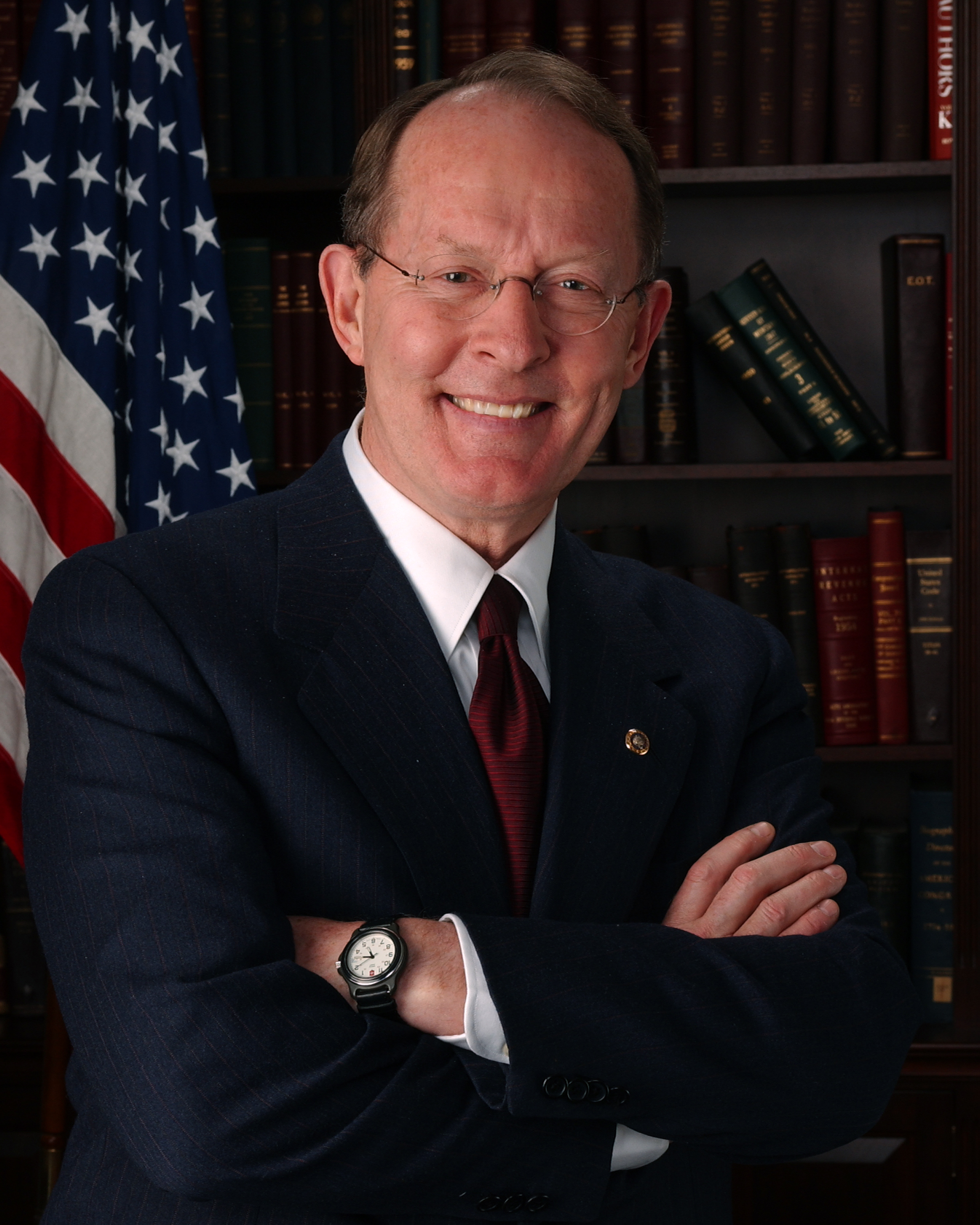
Lamar Alexander, sénateur depuis 2003.

## Économie
Cet État a connu son apogée économique entre 1975 et 1982. Le Tennessee était réputé grâce à Memphis, la capitale du rock et Nashville, capitale de la musique country. Elle a alors développé une économie basée sur les arts notamment musicaux.
De 1975 à 1982 toutes les plus grandes stars du rock ont enregistré leur album à Nashville comme Elvis. Mais le Tennessee a aussi d'énormes ressources minières (charbon, fer, etc.) et possède un taux de croissance hors norme (environ 4 % par an) pour un État situé dans le centre des États-Unis.
Le Tennessee est également très connu pour la fabrication de whiskey, plus particulièrement pour le Jack Daniel's et le George Dickel's.

## Transports

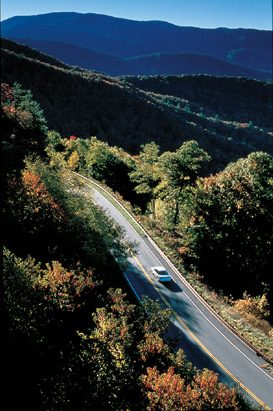
Une route du Tennessee.

L'Interstate 40 traverse presque la totalité du territoire sur un axe est-ouest. Elle rejoint les autoroutes I-240 à Memphis, I-440 et I-840 à Nashville, et I-140 et I-640 à Knoxville. Les autres autoroutes importantes est-ouest sont l'I-26 et l'I-24. Les autoroutes nord-sud sont les I-55, I-65, I-75 et I-81.
Les principaux aéroports sont l'aéroport international de Nashville (BNA), l'aéroport international de Memphis (MEM), le McGhee Tyson Airport (TYS) à Knoxville, le Chattanooga Metropolitan Airport (CHA), et le Tri-Cities Regional Airport (TRI).

## Culture
Les villes de Memphis et Nashville sont connues pour la musique country, le Rock 'n' roll ou le Blues.
Parmi les écrivains liés à cet état, on peut noter : Allen Tate (poète et critique), John Crowe Ransom (poète et critique), Alex Halay (écrivain) ou Shelby Foote (romancier et historien).

### Gastronomie
L’influence dominante est la cuisine typique du Sud. Memphis, se qualifie de capitale du BBQ (Barbecue),.

## Sports
Équipes professionnelles
- Titans du Tennessee (NFL)
- Predators de Nashville (NHL)
- Grizzlies de Memphis (NBA)
- Nashville SC (MLS)
- Sounds de Nashville (PCL)
- Redbirds de Memphis (PCL)
- Lookouts de Chattanooga (SL)
- Generals de Jackson (en) (SL)
- Smokies du Tennessee (SL)
- Ice Bears de Knoxville (SPHL)

Équipes universitaires
- Volunteers du Tennessee (Southeastern Conference)
- Commodores de Vanderbilt (Southeastern Conference)
- Blue Raiders de Middle Tennessee (Conference USA)
- Tigers de Memphis (American Athletic Conference)